# I've Got a Voice
I've Got a Voice är det andra studioalbumet av den österrikiska sångerskan Nadine Beiler. Det släpptes den 13 maj 2011, dagen efter att hon gått vidare till finalen i Eurovision Song Contest 2011 och dagen innan finalen. Albumets enda singel är hennes ESC-bidrag "The Secret Is Love". Albumet innehåller även en remix av denna låt.

## Låtlista
1. I Won't Stand In The Waiting Line - 3:46
2. Against All Rules - 3:19
3. The Secret Is Love - 3:04
4. Never Ever - 3:38
5. You're Always Black And White - 3:46
6. Mr. Right Now - 3:15
7. I've Got A Voice - 4:30
8. Can I Rely On You - 3:31
9. Keep Up With Me - 4:21
10. You Are The Sun - 4:51
11. I Wanna Thank You - 5:21
12. Night Owls - 3:33
13. Girl Or Boy - 3:18
14. Turn Around - 5:21
15. The Secret Is Love (Dans Remix) - 3:49

## Listplaceringar
| Lista (2011) | Topplacering |
| ------------ | ------------ |
| Österrike    | 3            |